# Narcos
A Narcos 2015 és 2017 között vetített amerikai drámasorozat, amelyet Carlo Bernard, Doug Miro és Chris Brancato alkotott. A főbb szerepekben Wagner Moura, Boyd Holbrook, Pedro Pascal és Damián Alcázar látható. 
Amerikában 2015. augusztus 28-án, Magyarországon szinkronosan 2019. augusztus 20-án mutatta be a Netflix.
Az első két évada a Medellín kartell vezetője, Pablo Escobar életéről szól. A harmadik évad az Escobar bukása utáni időket és a Cali kartelt mutatja be.

## Tartalom

### Első évad
Pablo Escobar egy sima csempész, de jól megy neki a bolt. Aztán elkezd kokainnal is foglalkozni, és onnantól kezdve a világ leggazdagabb emberei közé kerül. Pablo lesz Kolumbia első számú gengsztere, aztán pedig a világ első számú gengsztere. Felfigyel rá az amerikai DEA (Drug Enforcement Administration) is, ezért egy ügynököt küldenek Kolumbiába, akit Steve Murphy-nek hívnak. Ő Javier Pena-val üldözni kezdi Pablo-t, de egyszerűen nincs semmi esélyük, mert Pablo-nak mindenhol vannak megfigyelői és az egész város a kezében van. Ezért a DEA csak a sötétben tapogatózik, miközben Pablo egyre nagyobb hatalomra tesz szert Miamiban is.
Eközben Pablo-nak még arra is van ereje, hogy politikusnak álljon, de ez a terve nem jött össze, mert kiderült, hogy mivel foglalkozik. Aztán a Kolumbiai kormány és a DEA eléri, hogy Pablo börtönbe vonuljon, de Pablo-nak erre is van válasza. Felépít magának egy luxusépítményt a "Katedrálist", amit kinevez börtönnek, és az embereivel beköltözik oda. A kormány semmit nem tud ez ellen tenni, ezért belemegy a játékba, de a DEA azon dolgozik, hogy valahogyan megtudják, hogy mi is folyik a börtönnek nevezett helyen. Sikerül is bizonyítékot szerezniük egy ott történt gyilkosságról, ezért felszólítják Pablo-t, hogy adja meg magát. De hiába megy a helyszínre a katonaság és mindenki aki él és mozog, Pablo tárgyalásokba kezd, majd pedig megszökik.

### Második évad
Mivel Pablo már a fél várost felrobbantotta és sok politikust és rendőrt is megölt, ezért tudja, hogy egyre jobban szorul a hurok a nyaka körül. Még a rég nem látott apjával is találkozik, akinél eltölt néhány napot. De érzi, hogy az apja haragszik rá, ezért kérdőre vonja őt. Az apja pedig a szemébe mondja, hogy ez azért van, mert egy gengszter, és ezért nem büszke rá. Ezután Pablo otthagyja az apját, és tovább folytatja a bujdosást. Ezalatt próbálja elérni, hogy a családját ne zaklassa a hatóság, és felveszi a kapcsolatot külföldi országokkal, mert azt akarja elérni, hogy a családját fogadja be valamelyik ország, mint politikai menekülteket. De a kolumbiai elnök ezt nem hagyja. Ráadásul Pablo ellen összefog a többi drogbáró is.

### Harmadik évad

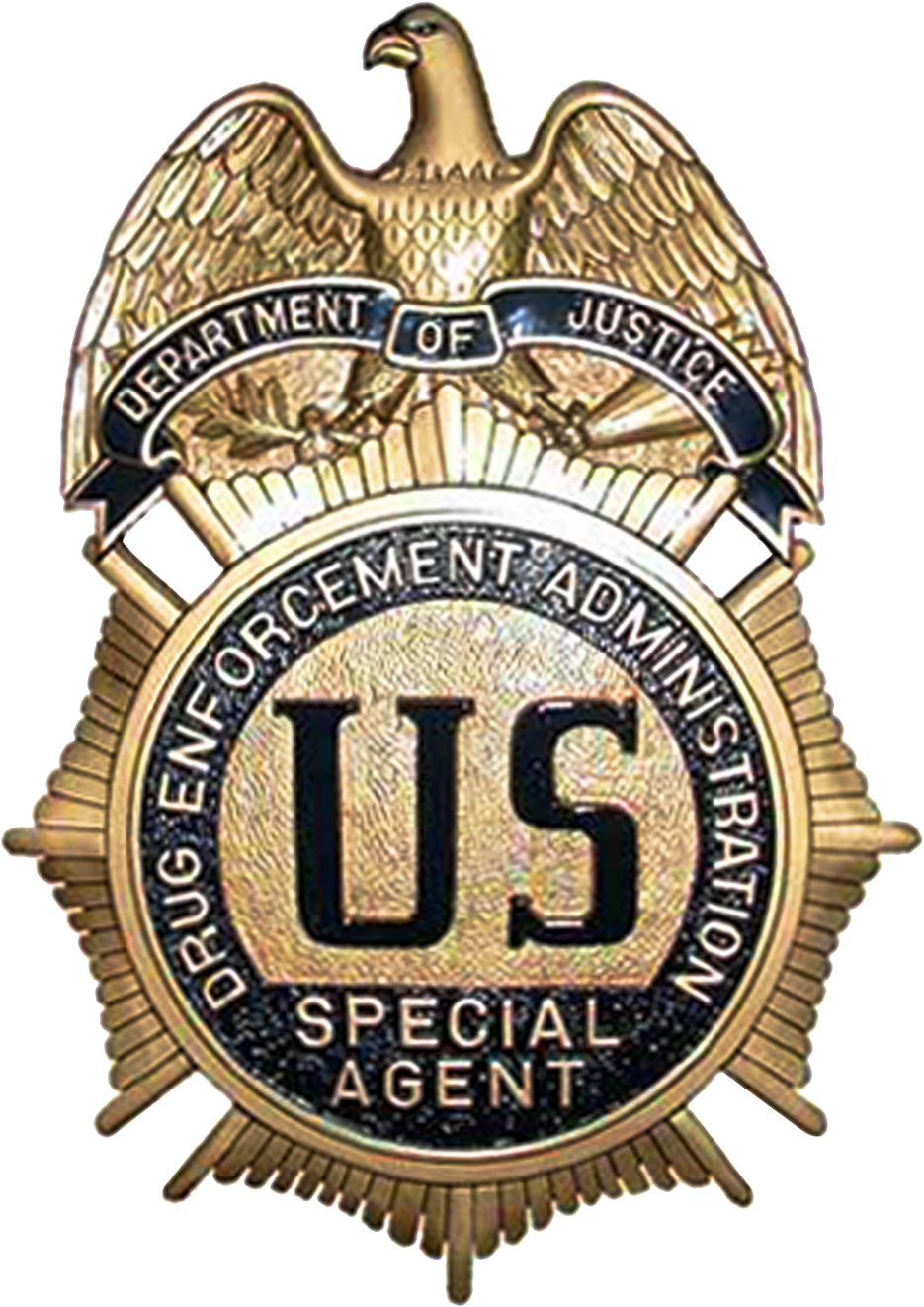
DEA jelvény

Ez az évad Pablo Escobar halála utáni időszakot mutatja be. A Medellín kartell bukásával egyidőben a Cali kartell megerősödött és átvette a kokain piacot sőt tovább is bővítette. A kartell vezetője Gilberto Rodríguez Orejuela bejelenti, hogy hat hónap múlva feladják magukat a kartell vezetői és abbahagyják az illegális tevékenységeiket, amiért cserébe lényegében bűntetlenül megússzák korábbi tetteiket és megtarthatják legális vállalkozásaikat és vagyonukat. Az amerikai drogellenes nyomozóiroda (DEA) megpróbálja lekapcsolni a kartell vezetőit még az egyezség életbelépése előtt.

## Szereplők

### Főszereplők
| Szereplők                      | Színész             | Magyar hang   | Leírás | Évad |
| ------------------------------ | ------------------- | ------------- | --- | ---- |
| Pablo Escobar                  | Wagner Moura        |               | Kolumbiai drogbáró, a Medellín kartell vezetője. Felesége Tata, és szoros kapcsolatot ápol édesanyjával és unokatestvérével, Gustavóval.                                                                   | 1–2. |
| Steven Murphy                  | Boyd Holbrook       | Papp Dániel   | A DEA Kolumbiába kirendelt ügynöke. Felesége Connie, akinek nehézséget okoz a kolumbiai életükhöz való alkalmazkodás.                                                                                      | 1–2. |
| Javier Peña                    | Pedro Pascal        | Sótonyi Gábor | DEA ügynök és Murphy társa. | 1–3. |
| Connie Murphy                  | Joanna Christie     | Pap Katalin   | Steve felesége, egy nővér, aki egy helyi kórházban dolgozik Kolumbiában. | 1–2. |
| Horacio Carrillo               | Maurice Compte      | Albert Gábor  | A Kolumbiai Köztársaság ezredese és a Search Bloc rendőri egység vezetője. | 1–2. |
| Jorge Ochoa                    | André Mattos        |               | Testvérek. A Medellín-kartell alapító tagjai és korábbi vezetői. | 1.   |
| Fabio Ochoa Vásquez            | Robert Urbina       |               | Testvérek. A Medellín-kartell alapító tagjai és korábbi vezetői. | 1.   |
| Juan Diego "La Quica" Díaz     | Diego Cataño        |               | A Medellín kartellnek dolgozó bérgyilkosok | 1–2. |
| Roberto "Poison" Ramos         | Jorge A. Jimenez    |               | A Medellín kartellnek dolgozó bérgyilkosok | 1–2. |
| Tata Escobar                   | Paulina Gaitán      |               | Pablo Escobar felesége és két gyermekének anyja. | 1–2. |
| Hermilda Gaviria               | Paulina García      |               | Pablo édesanyja, akivel szoros kapcsolatban áll. | 1–2. |
| Valeria Vélez                  | Stephanie Sigman    |               | Kolumbiai újságíró, aki Escobar szeretője. | 1–2. |
| Fernando Duque                 | Bruno Bichir        |               | Pablo Escobart képviselő kolumbiai ügyvéd. | 1–2. |
| César Gaviria                  | Raúl Méndez         | Mikula Sándor | Kolumbia 28. elnöke. | 1–2. |
| Eduardo Sandoval               | Manolo Cardona      | Hám Bertalan  | Gaviria elnök kormányának igazságügyi miniszterhelyettese. | 1–2. |
| Judy Moncada                   | Cristina Umaña      |               | A Medellín-kartell egykori vezetője, aki bosszút akar állni Pablo Escobaron a férje meggyilkolásáért. Alapító tagja a Los Pepes bérgyilkos osztagnak, amelynek célja Escobar szervezetének megsemmisítése. | 1–2. |
| Bill Stechner                  | Eric Lange          |               | A CIA kolumbiai állomásfőnöke. | 2–3. |
| Claudia Messina                | Florencia Lozano    |               | Magas rangú DEA ügynök, aki Murphy és Peña felettese. | 2.   |
| Gilberto Rodriguez             | Damián Alcázar      |               | A Cali kartell vezetője és Escobar egyik fő riválisa. | 2–3. |
| Helmer "Pacho" Herrera         | Alberto Ammann      |               | A mexikói drogkereskedelemmel kapcsolatban álló Cali kartell vezetője. | 1–3. |
| Miguel Rodríguez Orejuela      | Francisco Denis     |               | A Cali kartell vezetője és alapító tagja, valamint Gilberto testvére. | 2–3. |
| José "Chepe" Santacruz-Londoño | Pêpê Rapazote       |               | A Cali-kartell vezetője és alapító tagja, aki a New York-i működésüket felügyeli. | 3.   |
| Jorge Salcedo Cabrera          | Matias Varela       |               | A Cali kartell biztonsági főnöke. | 3.   |
| Guillermo Palomari             | Javier Cámara       |               | A Cali kartell főkönyvelője. | 3.   |
| María Salazar                  | Andrea Londo        |               | Egy kolumbiai drogbáró felesége, aki az észak-völgyi kartellhez tartozik. Romantikus kapcsolatba kerül Miguellel.                                                                                          | 3.   |
| Christina Jurado               | Kerry Bishé         |               | A Cali kartellel kapcsolatban álló bankár amerikai felesége, aki a DEA célpontjává válik.. | 3.   |
| Chris Feistl                   | Michael Stahl-David |               | Peña alatt dolgozó DEA ügynök. | 3.   |
| Daniel Van Ness                | Matt Whelan         |               | DEA ügynök, Feistl partnere. | 3.   |
| Amado Carrillo Fuentes         | José María Yazpik   |               | Az "Ég ura" néven ismert mexikói drogbáró. Üzlettársa Pacho és Félix, és Don Neto unokaöccse. | 3.   |

### Magyar változat
- Magyar szöveg: Jeszenszky Márton
- Hangmérnök: Borbás-Tóth Imre
- Vágó: Pilipár Éva
- Gyártásvezető: Vigvári Ágnes
- Szinkronrendező: Molnár Kristóf

A szinkront a Direct Dub Studios készítette.

## Epizódok
| Évad | Évad | Részek száma | Részek száma | Eredeti sugárzás    | Eredeti sugárzás    | Eredeti adó         | Magyar sugárzás     | Magyar sugárzás | Magyar adó |
| Évad | Évad | Részek száma | Részek száma | Évadbemutató        | Évadzáró            | Eredeti adó         | Évadbemutató        | Évadzáró        | Magyar adó |
| ---- | ---- | ------------ | ------------ | ------------------- | ------------------- | ------------------- | ------------------- | --------------- | ---------- |
|      | 1.   | 10           | 10           | 2015. augusztus 28. | 2015. augusztus 28. |                     | 2016. január 6.     | 2016. január 6. |            |
|      | 2.   | 10           | 10           | 2016. szeptember 2. | 2016. szeptember 2. | 2016. szeptember 2. | 2016. szeptember 2. |                 |            |
|      | 3.   | 10           | 10           | 2017. szeptember 1. | 2017. szeptember 1. | 2017. szeptember 1. | 2017. szeptember 1. |                 |            |

### 1. évad (2015)
| Sor. | Év. | Cím                                                | Rendező           | Író                                        | Premier                             |
| ---- | --- | -------------------------------------------------- | ----------------- | ------------------------------------------ | ----------------------------------- |
| 1.   | 1.  | Leszállás (Descenso)                               | José Padilha      | Chris Brancato, Carlo Bernard és Doug Miro | 2015. augusztus 28. 2016. január 6. |
| 2.   | 2.  | Simón Bolívar kardja (The Sword of Simón Bolivar)  | José Padilha      | Chris Brancato                             | 2015. augusztus 28. 2016. január 6. |
| 3.   | 3.  | Az örökkévalóság urai (The Men of Always)          | Guillermo Navarro | Dana Calvo                                 | 2015. augusztus 28. 2016. január 6. |
| 4.   | 4.  | A Palota lángokban (The Palace in Flames)          | Guillermo Navarro | Chris Brancato                             | 2015. augusztus 28. 2016. január 6. |
| 5.   | 5.  | Lesz még holnap (There Will Be a Future)           | Andi Baiz         | Dana Ledoux Miller                         | 2015. augusztus 28. 2016. január 6. |
| 6.   | 6.  | Robbanóanyagok (Explosivos)                        | Andi Baiz         | Andy Black                                 | 2015. augusztus 28. 2016. január 6. |
| 7.   | 7.  | Vért fogsz könnyezni (You Will Cry Tears of Blood) | Fernando Coimbra  | Dana Calvo és Zach Calig                   | 2015. augusztus 28. 2016. január 6. |
| 8.   | 8.  | A nagy hazugság (La Gran Mentira)                  | Fernando Coimbra  | Allison Abner                              | 2015. augusztus 28. 2016. január 6. |
| 9.   | 9.  | A Katedrális (La Catedral)                         | Andi Baiz         | Nick Schenk és Chris Brancato              | 2015. augusztus 28. 2016. január 6. |
| 10.  | 10. | Felszállás (Despegue)                              | Andi Baiz         | Nick Schenk és Chris Brancato              | 2015. augusztus 28. 2016. január 6. |

### 2. évad (2016)
| Sor. | Év. | Cím                                                          | Rendező         | Író | Premier                                 |
| ---- | --- | ------------------------------------------------------------ | --------------- | --- | --------------------------------------- |
| 11.  | 1.  | Végre szabadon (Free at Last)                                | Gerardo Naranjo | Adam Fierro                                                                                                   | 2016. szeptember 2. 2016. szeptember 2. |
| 12.  | 2.  | Csere (Cambalache)                                           | Gerardo Naranjo | Zachary Reiter                                                                                                | 2016. szeptember 2. 2016. szeptember 2. |
| 13.  | 3.  | A madridi emberünk (Our Man in Madrid)                       | Andrés Baiz     | Zachary Reiter és Steve Lightfoot                                                                             | 2016. szeptember 2. 2016. szeptember 2. |
| 14.  | 4.  | A jó, a rossz, és a halott (The Good, the Bad, and the Dead) | Andrés Baiz     | Tévéjáték: Zachary Reiter, Carlo Bernard és Doug Miro Történet: T.J. Brady, Rasheed Newson és Steve Lightfoot | 2016. szeptember 2. 2016. szeptember 2. |
| 15.  | 5.  | Az ellenségem ellensége (The Enemies of My Enemy)            | Josef Wladyka   | Tévéjáték: T.J. Brady, Rasheed Newson, Carlo Bernard és Doug Miro Történet: T.J. Brady és Rasheed Newson      | 2016. szeptember 2. 2016. szeptember 2. |
| 16.  | 6.  | Los Pepes (Los Pepes)                                        | Josef Wladyka   | Julie Siege                                                                                                   | 2016. szeptember 2. 2016. szeptember 2. |
| 17.  | 7.  | Németország 93 (Deutschland 93)                              | Josef Wladyka   | Carlo Bernand és Doug Miro                                                                                    | 2016. szeptember 2. 2016. szeptember 2. |
| 18.  | 8.  | A főnök kilép (Exit El Patrón)                               | Gerardo Naranjo | Tévéjáték: Gideon Yago és Curtis Gwinn Történet: Gideon Yago                                                  | 2016. szeptember 2. 2016. szeptember 2. |
| 19.  | 9.  | A mi birtokunk (Nuestra Finca)                               | Andrés Baiz     | Julie Siege és Clayton Trussell                                                                               | 2016. szeptember 2. 2016. szeptember 2. |
| 20.  | 10. | Végül elbukott (Al Fin Cayó!)                                | Andrés Baiz     | Carlo Bernard és Doug Miro                                                                                    | 2016. szeptember 2. 2016. szeptember 2. |

### 3. évad (2017)
| Sor. | Év. | Cím                                                       | Rendező          | Író                                      | Premier                                 |
| ---- | --- | --------------------------------------------------------- | ---------------- | ---------------------------------------- | --------------------------------------- |
| 21.  | 1.  | Vezércsel (The Kingpin Strategy)                          | Andi Baiz        | Carlo Bernard, Doug Miro és Eric Newman  | 2017. szeptember 1. 2017. szeptember 1. |
| 22.  | 2.  | A Cali KGB (The Cali KGB)                                 | Andi Baiz        | Carlo Bernard, Doug Miro és Eric Newman  | 2017. szeptember 1. 2017. szeptember 1. |
| 23.  | 3.  | Kövesd a pénz útját (Follow the Money)                    | Gabriel Ripstein | David Matthews                           | 2017. szeptember 1. 2017. szeptember 1. |
| 24.  | 4.  | Sakk-matt (Checkmate)                                     | Gabriel Ripstein | Andy Black                               | 2017. szeptember 1. 2017. szeptember 1. |
| 25.  | 5.  | MRO (MRO)                                                 | Josef Wladyka    | Ashley Lyle és Bart Nickerson            | 2017. szeptember 1. 2017. szeptember 1. |
| 26.  | 6.  | A legalaposabb tervek (Best Laid Plans)                   | Josef Wladyka    | Jason George                             | 2017. szeptember 1. 2017. szeptember 1. |
| 27.  | 7.  | Nincs kiút (Sin Salida)                                   | Fernando Coimbra | Santa Sierra és Clayton Trussell         | 2017. szeptember 1. 2017. szeptember 1. |
| 28.  | 8.  | Együttélés (Convivir)                                     | Fernando Coimbra | Andy Black                               | 2017. szeptember 1. 2017. szeptember 1. |
| 29.  | 9.  | Az elnök összes embere (Todos Los Hombres del Presidente) | Andi Baiz        | Jason George, Carlo Bernard és Doug Miro | 2017. szeptember 1. 2017. szeptember 1. |
| 30.  | 10. | Vissza Caliba (Going Back to Cali)                        | Andi Baiz        | Carlo Bernard és Doug Miro               | 2017. szeptember 1. 2017. szeptember 1. |

## A sorozat készítése
A sorozatot 2014 áprilisában jelentették be a Netflix és a Gaumont International Television között létrejött partnerségi megállapodás keretében. A 10 epizódból álló első évad a becslések szerint mintegy 25 millió dollárba került. A sorozatot elsősorban Chris Brancato írta, a rendező pedig José Padilha brazil filmrendező. 2017. szeptember 15-én jelentették, hogy a sorozat egyik helyszíni felderítőjét, Carlos Muñoz Portalt több lőtt sebbel, meggyilkolva találták meg autójában egy földúton Mexikó középső részén, Temascalapa város közelében. Mexikó állam főügyészének szóvivője szerint a távoli helyszín miatt nem voltak szemtanúk, és a hatóságok folytatják a nyomozást. Felmerült a kábítószerbandák érintettségének lehetősége.